# Kill Em with Kindness (bài hát)
"Kill Em with Kindness" là đĩa đơn thứ tư của ca sĩ người Mỹ Selena Gomez trích từ album phòng thu thứ hai của cô: Revival, phát hành vào ngày 3 tháng 5. Bài hát được viết bởi Selena, Antonina Armato, Tim James, Benjamin Levin và Dave Audé. Video được đạo diễn bởi Emil Nava và phát hành vào ngày 6 tháng 6 năm 2016.

## Xếp hạng
| Bảng xếp hạng (2016)               | Vị trí cao nhất |
| ---------------------------------- | --------------- |
| Úc (ARIA)                          | 33              |
| Áo (Ö3 Austria Top 40)             | 32              |
| Bỉ (Ultratip Flanders)             | 20              |
| Bỉ (Ultratip Wallonia)             | 2               |
| Canada (Canadian Hot 100)          | 14              |
| CIS (Tophit)                       | 160             |
| Cộng hòa Séc (Rádio Top 100)       | 6               |
| Đan Mạch (Tracklisten)             | 30              |
| Phần Lan (Suomen virallinen lista) | 17              |
| Pháp (SNEP)                        | 109             |
| Đức (GfK)                          | 39              |
| Hungary (Rádiós Top 40)            | 7               |
| Hungary (Single Top 40)            | 10              |
| Ireland (IRMA)                     | 24              |
| Ý (FIMI)                           | 37              |
| Latvia (Latvijas Top 40)           | 19              |
| Liban (Lebanese Top 20)            | 13              |
| Hà Lan (Single Top 100)            | 36              |
| New Zealand (Recorded Music NZ)    | 28              |
| Na Uy (VG-lista)                   | 33              |
| Ba Lan (Polish Airplay Top 100)    | 1               |
| Ba Lan (Video Chart)               | 3               |
| Bồ Đào Nha (AFP)                   | 27              |
| Slovakia (Rádio Top 100)           | 17              |
| Slovakia (Singles Digitál Top 100) | 16              |
| Scotland (OCC)                     | 23              |
| Tây Ban Nha (PROMUSICAE)           | 65              |
| Thụy Điển (Sverigetopplistan)      | 34              |
| Thụy Sĩ (Schweizer Hitparade)      | 18              |
| Anh Quốc (OCC)                     | 35              |
| Ukraina Airplay (Tophit)           | 9               |
| Hoa Kỳ Billboard Hot 100           | 39              |
| Hoa Kỳ Pop Airplay (Billboard)     | 15              |

| Bảng xếp hạng (2016)              | Vị trí |
| --------------------------------- | ------ |
| Canada (Canadian Hot 100)         | 68     |
| Hungary (Rádiós Top 40)           | 43     |
| Hungary (Single Top 40)           | 70     |
| Ba Lan (ZPAV)                     | 26     |
| Switzerland (Schweizer Hitparade) | 83     |
| Ukraina Airplay (Tophit)          | 110    |
| Bảng xếp hạng (2017)              | Vị trí |
| Hungary (Rádiós Top 40)           | 32     |
| Ukraina Airplay (Tophit)          | 174    |
| Bảng xếp hạng (2018)              | Vị trí |
| Hungary (Rádiós Top 40)           | 51     |

## Chứng nhận
| Quốc gia                                                    | Chứng nhận  | Số đơn vị/doanh số chứng nhận |
| ----------------------------------------------------------- | ----------- | ----------------------------- |
| Úc (ARIA)                                                   | 2× Bạch kim | 140.000‡                      |
| Áo (IFPI Áo)                                                | Vàng        | 15.000‡                       |
| Brasil (Pro-Música Brasil)                                  | Kim cương   | 250.000‡                      |
| Đan Mạch (IFPI Đan Mạch)                                    | Vàng        | 45.000‡                       |
| Đức (BVMI)                                                  | Vàng        | 150.000‡                      |
| Ý (FIMI)                                                    | 2× Bạch kim | 100.000‡                      |
| New Zealand (RMNZ)                                          | Bạch kim    | 30.000‡                       |
| Na Uy (IFPI)                                                | Bạch kim    | 60.000‡                       |
| Ba Lan (ZPAV)                                               | Bạch kim    | 50.000‡                       |
| Bồ Đào Nha (AFP)                                            | Vàng        | 5.000‡                        |
| Tây Ban Nha (PROMUSICAE)                                    | Vàng        | 30.000‡                       |
| Thụy Điển (GLF)                                             | Bạch kim    | 20.000‡                       |
| Anh Quốc (BPI)                                              | Vàng        | 400.000‡                      |
| Hoa Kỳ (RIAA)                                               | Bạch kim    | 1.000.000‡                    |
| ‡ Chứng nhận dựa theo doanh số tiêu thụ và phát trực tuyến. |             |                               |